# Culcitaceae
Culcita
Pour les articles homonymes, voir Culcita.
Famille
Genre
Les Culcitaceae, en français Culcitacées, sont une famille de fougères de l'ordre des Cyatheales. Cette famille ne comprend qu'un seul genre, Culcita, qui comprend deux espèces : Culcita coniifolia et Culcita macrocarpa.

## Description

### Appareil végétatif
Ce sont des fougères terrestres ; leur rhizome est horizontal, épais et court, ne formant pas de tige, à l'apex duquel se trouvent des trichomes brun doré à brun. Les feuilles sont monomorphes, les pétioles densément laineux, les lamelles à 4 ou 5 pennes, glabres sauf sur les axes et les nerfs. Les pennes sont largement ovoïdes à subtriangulaires, le côté et les corticales profondément rainurées adaxialement ; les segments ultimes sont obliques, asymétriques et inéquilatéraux à la base, profondément lobés à profondément divisés ; les nerfs sont libres. 

### Appareil reproducteur
Les sores sont marginales, les paraphyses nombreuses et parfois même plus longues que les sporanges, l'indium est globulaire, à deux valves, la valvule interne s'insérant dans la valvule externe, généralement les valves de couleur et de texture différentes du tissu lamellaire.

### Confusions possibles
Ce genre se compose de deux espèces, l'une dans les néotropiques, Culcita coniifolia, et l'autre,  Culcita macrocarpa, en Macaronésie. Il existe sept espèces similaires en Polynésie, en Australie et en Malaisie, qui sont actuellement incluses dans le genre Calochlaena ; une espèce peut être trouvée au Nicaragua. Culcita se distingue de Dicksonia par l'absence de tronc et par le fait qu'elle possède une lamelle à 4 ou 5 pennes (contre 2 à 3).

## Liste des espèces

### Noms corrects
Seulement deux espèces appartiennent à cette famille,, :
- Culcita coniifolia (Hook.) Maxon
- Culcita macrocarpa C.Presl

### Noms incorrects
D'après la World Checklist of Vascular Plants, les noms suivants ne sont pas corrects et sont donc des synonymes d'espèces précédentes ou bien d'espèces déplacée dans d'autres genres :
- Culcita blepharodes Maxon
- Culcita copelandii (Christ) Maxon
- Culcita dubia (R.Br.) Maxon
- Culcita javanica (Blume) Maxon
- Culcita novaeguineae (Rosenst.) Lellinger
- Culcita pilosa (Copel.) C.Chr.
- Culcita schlimensis Fée
- Culcita straminea (Labill.) Maxon
- Culcita villosa C.Chr.
- Culcita formosae (Christ) Maxon